# Lockheed T2V SeaStar
Lockheed T2V SeaStar, kasneje T-1 SeaStar je bil reaktivni palubni trenažer, ki ga je uporabljala Ameriška mornarica od poznih 1950ih do 1970ih. Zasnovan je bil na podlagi Lockheeda T-33, poganjal ga je turboreaktivni motor Allison J33. 

## Specifikacije (T2V-1)
Podatki iz Lockheed Aircraft since 1913; Francillon 1982, pp. 321–322.
Splošne karakteristike
- Posadka: 2
- Dolžina: 38 ft 6½ in (11,75 m)
- Razpon kril: 42 ft 10 in (13,06 m)
- Višina: 13 ft 4 in (4,06 m)
- Površina kril: 240 ft² (22,3 m²)
- Teža praznega letala: 11 965 lb (5 427 kg)
- Naložena teža: 15 500 lb (7 031 kg)
- Maks. vzletna teža: 16 800 lb (7 636 kg)
- Pogon letala: 1 × Allison J33-A-24/24A turboreaktivni motor, 6 100 lbf (27,2 kN)

 Zmogljivost 
- Maks. hitrost: 504 vozlov (580 mph, 933 km/h) na višini 35 000 ft (10 670 m)
- Doseg: 843 nmi (970 milh, 1 560 km)
- Višina leta: 40 000 ft (12 190 m)
- Hitrost vzpenjanja: 6 330 ft/min (32 m/s)